# حديقة البرتقال

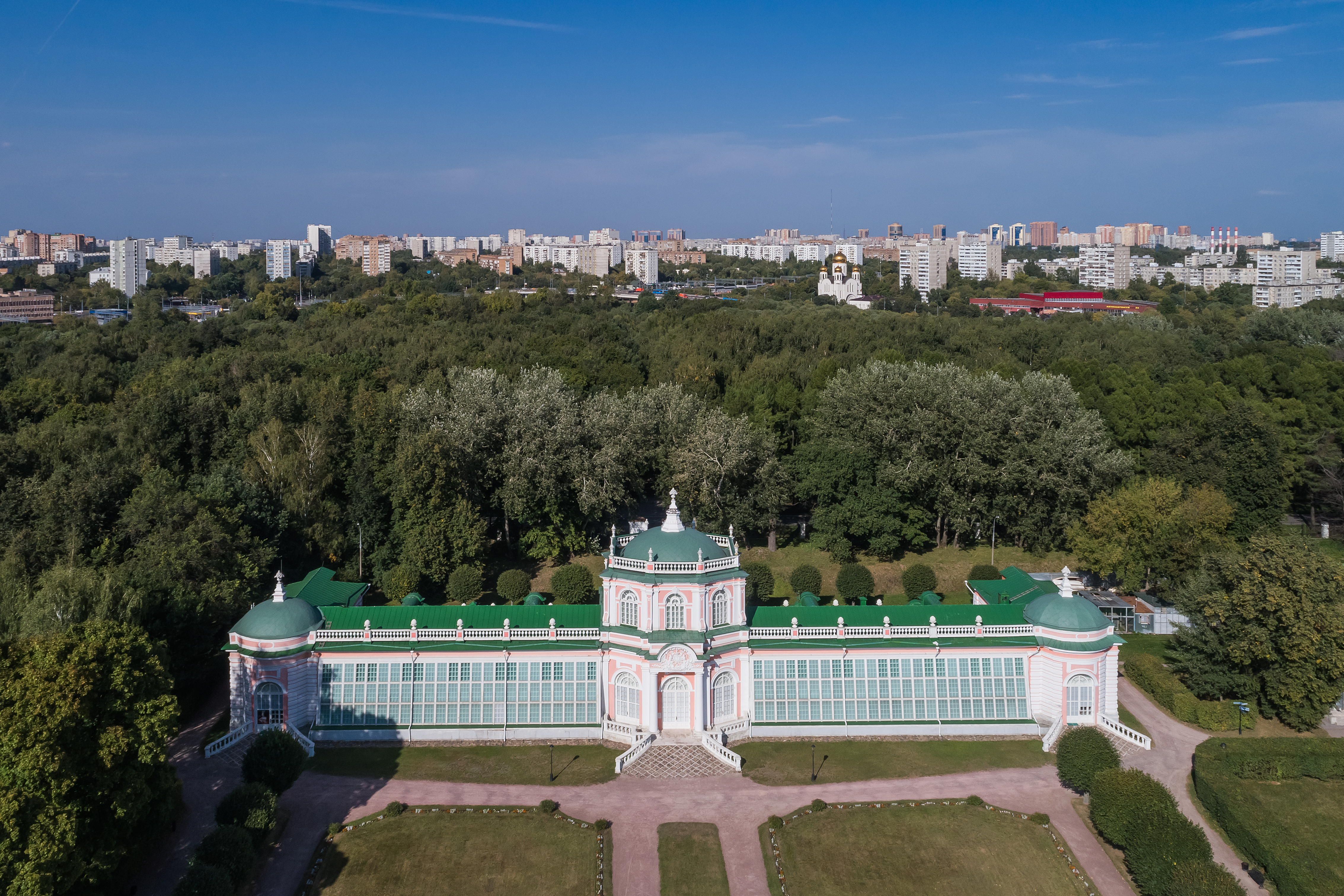
مشتل البرتقال في كوسكوفو ، موسكو (ستينيات القرن الثامن عشر)

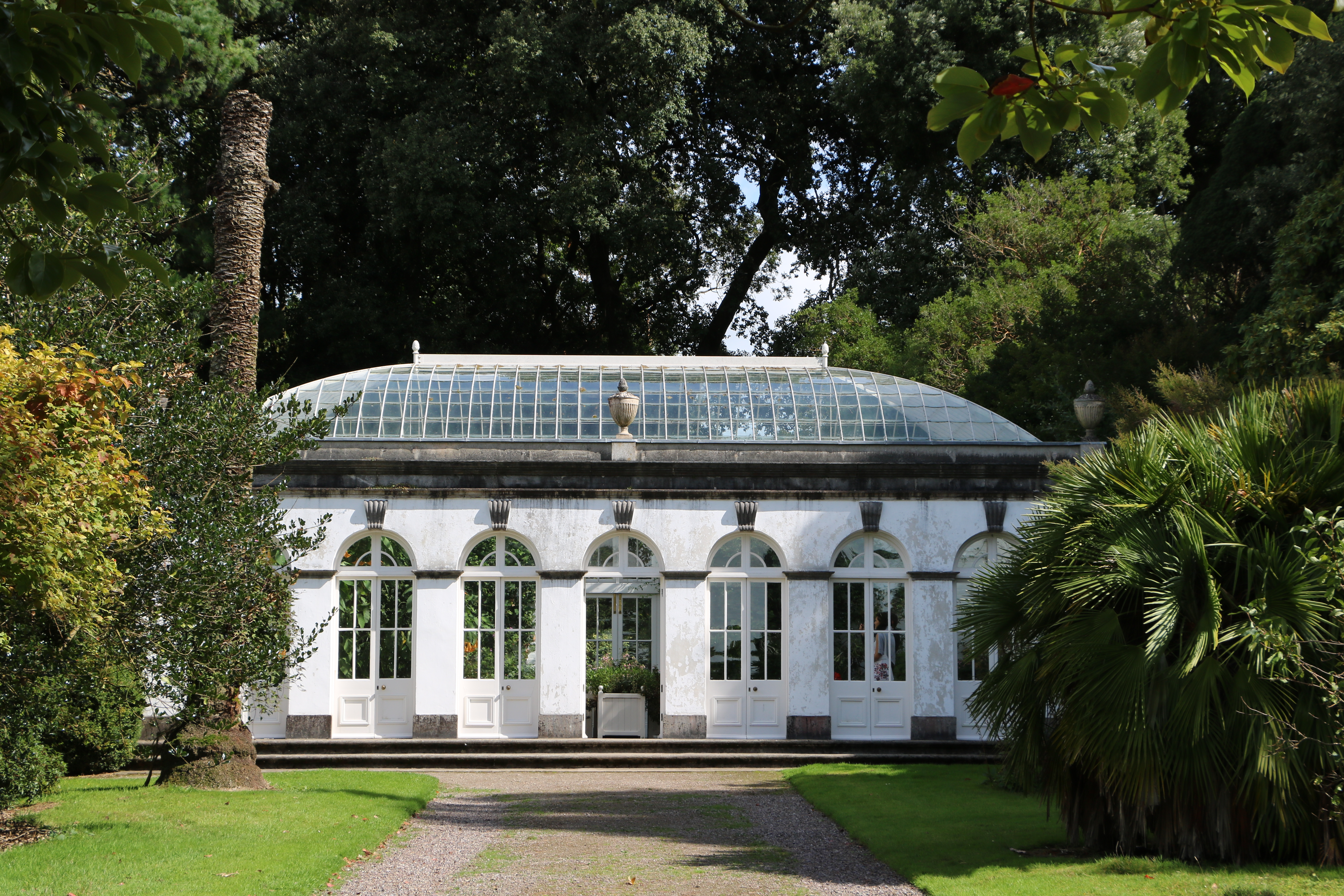
سقف زجاجي في جديقة برتقال جزيرة فوتا، أيرلندا

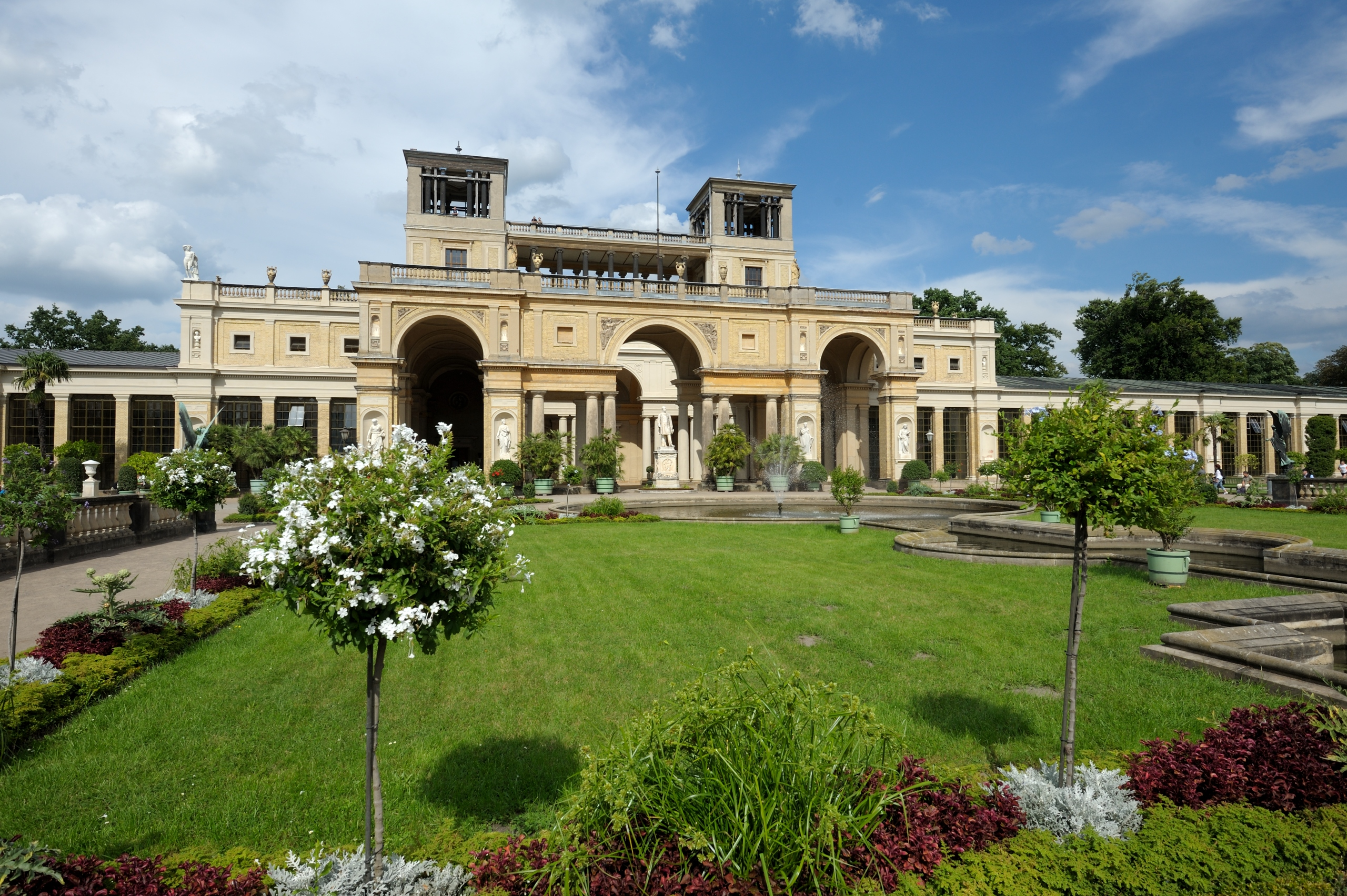
قلعة أورانجيريشلوس التي بناها فريدريك ويليام الرابع ملك بروسيا في بوتسدام في منتصف القرن التاسع عشر

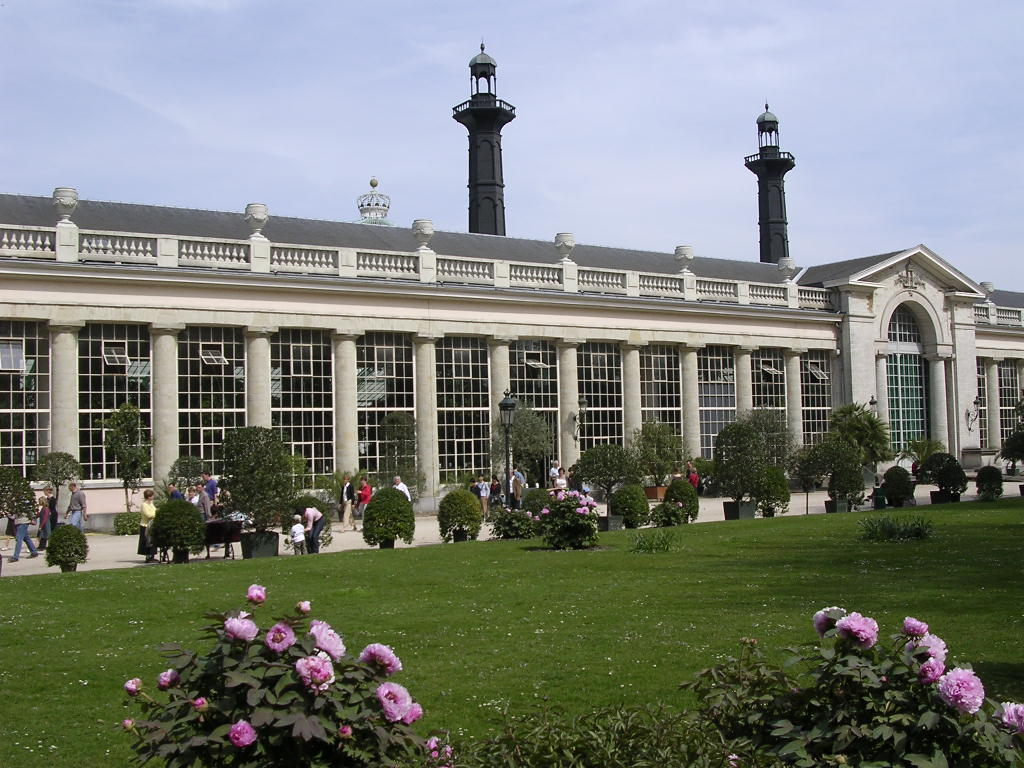
جديقة البرتقال في القلعة الملكية في لاكين ، بلجيكا (العام 1820)، هي أقدم جزء من البيوت الزجاجية الملكية الضخمة في لاكين.

المشتل أو حديقة البرتقال هي غرفة أو مبنى مخصص كان يُستخدم تاريخيًا لحماية أشجار البرتقال وغيرها من أشجار الفاكهة خلال فصل الشتاء، ويعمل كنوع كبير من البيوت الزجاجية (دفيئة زراعية) أو الدفيئة في الوقت الحاضر، يمكن أن يشير مصطلح حديقة البرتقال إلى بيت زجاجي أو حديقة شتوية مصممة لإيواء أشجار الفاكهة، أو إلى بيت زجاجي أو حديقة شتوية مخصصة لغرض آخر.
قدمت امتدادًا فاخرًا لنطاق وموسم النباتات الخشبية، موفرة الحماية التي كانت تُقدم لفترة طويلة من خلال الدفء الناتج عن جدار فواكه مبني من الحجر.[1] خلال القرن السابع عشر، وصلت الفواكه مثل البرتقال والرمان والموز بكميات كبيرة إلى الموانئ الأوروبية. وبما أن هذه النباتات لم تكن متأقلمة مع فصول الشتاء القاسية في أوروبا، تم ابتكار الحديقة لحمايتها والحفاظ عليها. وكان ارتفاع تكلفة الزجاج يجعل حديقة البرتقال رمزًا للمكانة والفخامة. ومع مرور الوقت، وبفضل التقدم التكنولوجي، أصبحت مشاتل البرتقال تدريجيًا أشبه بهيكل معماري كلاسيكي يعزز جمال حدائق العقارات بدلاً من كونها غرفة تُستخدم لحماية النباتات خلال الشتاء.[2]
نشأت حديقة البرتقال في حدائق عصر النهضة في إيطاليا، عندما أتاحت تكنولوجيا صناعة الزجاج إنتاج مساحات كافية من الزجاج الشفاف. في الشمال كان الهولنديون رائدين في تطوير مساحات كافية واسعة من زجاج النوافذ في البيوت الزجاجية على الرغم نت أن النقوش التي توضح الأدلة الهولندية أظهرت أسقفا صلبة سواء ذات عوارض أو مقببة، وفي توفير الحرارة من خلال المواقد بدلاَ من النيران المفتوحة.[1] وسرعان ما أدى هذا إلى نشوء حالة أصبحت فيها مشاتل البرتقال رمزاً للمكانة الاجتماعية بين الأثرياء.
كان السقف الزجاجي، الذي يوفر ضوء الشمس للنباتات الغير خاملة هي أحد التطورات التي حدثت في أوائل القرن التاسع عشر. تم تزويد صوبة البرتقال في ديرهام بارك، غلوسترشاير، بسقف من الأردواز تم بناؤه في العام 1702م، وتم تزويدها بسقف زجاجي بعد حوالي مائة عام، بعد أن لاحظ همفري ريبتون أنها كانت مظلمة على الرغم من أنها بنيت لإيواء البرتقال فقد تم تسميتها دائماً ببساطة "الدفيئة" في العصر الحديث.[2]
حديقة البرتقال البي بنيت عام 1617م (والتي أصبحت الآن متحف حديقة البرتقال) في قصر اللوفر ألهمت العديد من التقليد الذي بلغ ذروته في حديقة برتقال فرساي أكبر حديقة برتقال.والذي صممه جول هاردوين مانسارت لأشجار البرتقال الثلاثة آلاف التي بناها لويس الرابع عشر في فرساي، وأبعاده 508 في 42 قدم (155في 13 متر) لم يتغلب على هذه حتى ظهور البيوت الزجاجية الحديثة في أربعينيات القرن التاسع عشر، وسرعان ما طغت عليها الهندسة المعمارية الزجاجية لجوزيف باكستون، مصمم قصر الكريستال عام 1851م. كانت "حديقته الشتوية العظيمة" في منزل شاتسوورث عبارة عن حديقة برتقالي ومنزل زجاجي بأبعاد هائلة.
لكن حدائق البرتقال لم تكن مجرد صوبة زجاجية، بل ركزاً للهيبة والثروة وميزة للحديقة، تماماً مثل بيت الصيف، أو المعابد اليونانية. كان أصحاب هذه المشاتل يأخذون ضيوفهم هناك في جولات للاستمتاع ليس فقط بالفواكه الموجودة بالداخل ولكن أيضاً بالهندسة المعمارية بالخارج. غالباً ما تحتوي المشاتل على نوافير وكهوف ومنطقة للترفيه في الطقس العاصف.

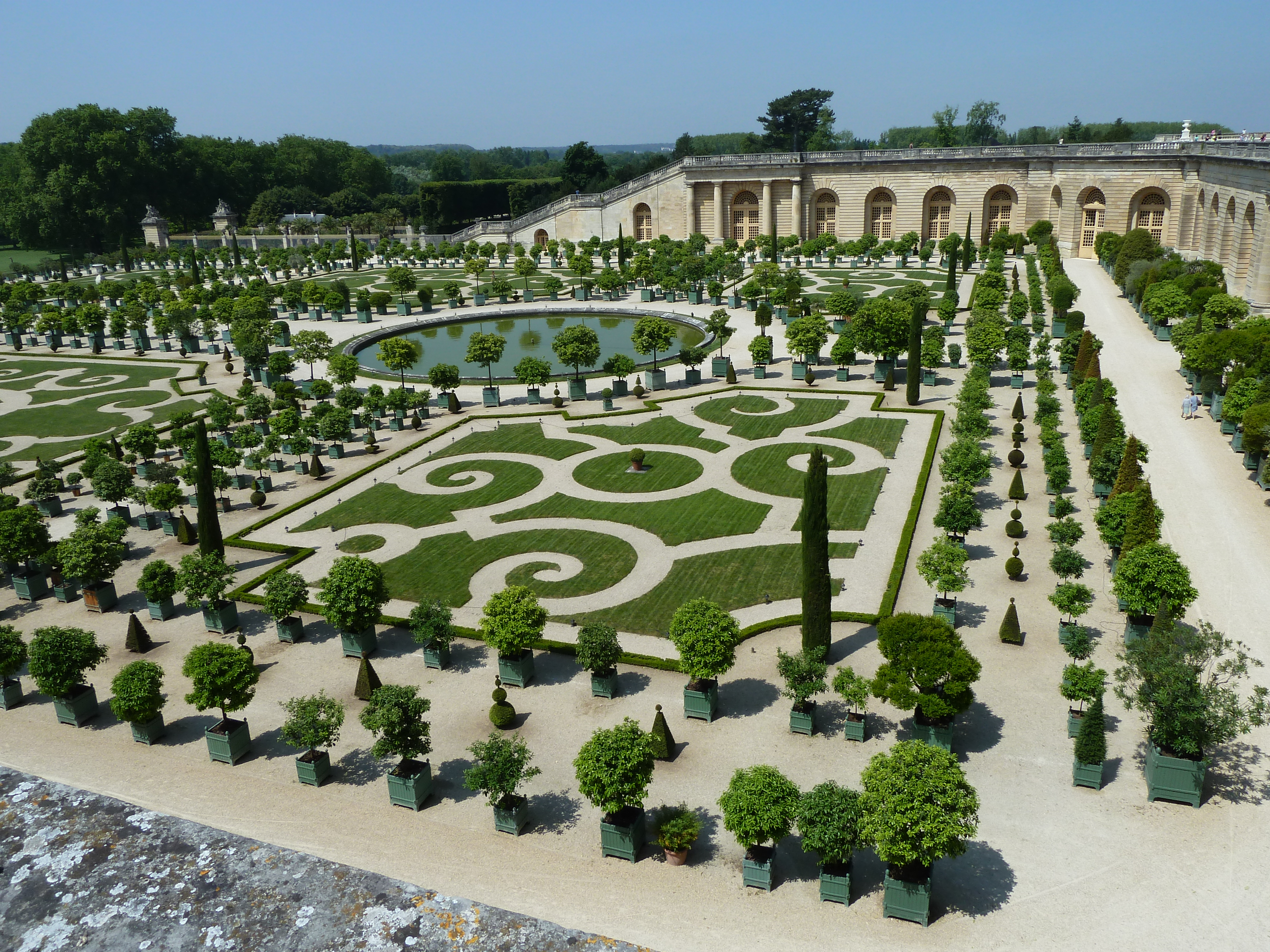
حديقة برتفال فرساي التي تم بناؤها بين عامي 1684 و1686

في بداية عام 1545، بنيت حديقة برتقال في بادوفا، إيطاليا . كانت البيوت الزجاجية الأولى عملية وليست زخرفية كما أصبحت فيما بعد. ولم يكن لدى معظمهم أي وسيلة تدفئة سوى النيران المفتوحة.[بحاجة لمصدر]

في إنجلترا، قدم جون باركنسون حديقة البرتقال إلى قراء كتابه الفردوس في سول (1628)، تحت عنوان "البرتقال". ربما تم زرع الأشجار بجوار جدار من الطوب وإحاطتها في الشتاء بسقيفة من الألواح المغطاة بـ قماش التريولين المشمع الذي يمفترض أنه أجمل من البديل:
ولهذا الغرض، يحتفظ البعض بأشجار البرتقال في صناديق مربعة كبيرة، ويتم نقلها ذهابًا وإيابًا باستخدام خطافات حديدية مثبتة على الجوانب، أو من خلال وضعها على عوارض أو عجلات صغيرة، مما يسهل تحريكها إلى داخل المنازل أو المعارض المغلقة. 
أصبح إنشاء حدائق البرتقال شائعًا على نطاق واسع بعد انتهاء حرب الثمانين عامًا في عام 1648. وكانت فرنسا وألمانيا وهولندا من أوائل الدول التي تبنّت هذا الاتجاه، حيث استورد التجار كميات كبيرة من أشجار البرتقال والموز والرمان لزراعتها، نظرًا لجمالها وعطرها الفوّاح. 

## مواد البناء

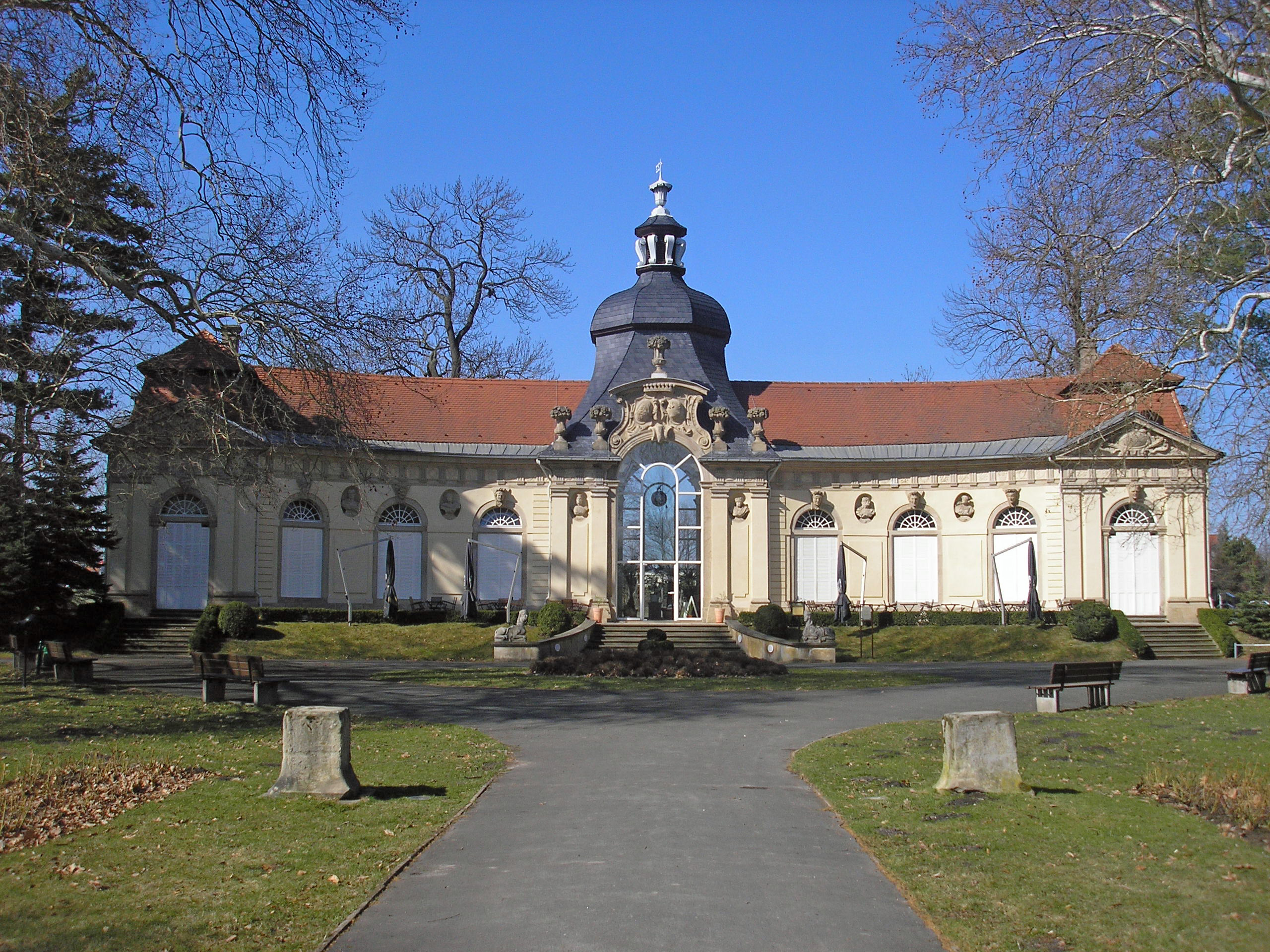
فانوس سقف في حديقة ، ميوزلويتز، ألمانيا

تم بناء مشاتل البرتقال عمومًا باتجاه الجنوب للاستفادة القصوى من ضوء الشمس، حيث شُيدت على قواعد وأعمدة من الطوب أو الحجر، وزُوّدت بميزاب كوربل. تميزت هذه البيوت بنوافذ كبيرة وطويلة لتعظيم الاستفادة من ضوء الشمس في فترة ما بعد الظهر، بينما كانت الجدران الشمالية تُبنى عادةً من الطوب الصلب الثقيل بدون نوافذ، أو مع نوافذ صغيرة جدًا للحفاظ على دفء الغرف. كان العزل الحراري من أبرز التحديات في ذلك الوقت، مما جعل القش المادة الأساسية المستخدمة لهذا الغرض، كما تم تزويد العديد من هذه البيوت بمصاريع خشبية للحفاظ على الحرارة. يُعد قصر كنسينغتون مثالًا مبكرًا على هذا النوع من البناء، حيث تميز أيضًا بنظام تدفئة تحت الأرض
تم بناء البيوت الزجاجية بشكل عام باتجاه الجنوب للاستفادة من أقصى قدر ممكن من الضوء، وتم بناؤها باستخدام قواعد من الطوب أو الحجر، وأعمدة من الطوب أو الحجر، وميزاب كوربل . كما أنها تميزت بنوافذ كبيرة وطويلة لتحقيق أقصى استفادة من ضوء الشمس المتاح في فترة ما بعد الظهر، مع بناء الجدران المواجهة للشمال بدون نوافذ من الطوب الصلب الثقيل للغاية، أو في بعض الأحيان مع نوافذ أصغر بكثير لتكون قادرة على الحفاظ على دفء الغرف. كان العزل في تلك الأوقات أحد أكبر المخاوف فيما يتعلق ببناء هذه البيوت الزجاجية، وأصبح القش المادة الرئيسية المستخدمة، وكان العديد منها مزودًا بمصاريع خشبية للحفاظ على الدفء. يمكن رؤية مثال مبكر لهذا النوع من البناء في قصر كنسينغتون ، والذي يتميز أيضًا بالتدفئة تحت الأرضية. 
تُبنى البيوت الزجاجية المنزلية الحديثة عادةً باستخدام الحجر والطوب والخشب الصلب، لكن التطورات في صناعة الزجاج والمواد الأخرى، بالإضافة إلى تقنيات العزل، قدمت بدائل فعالة للبناء التقليدي. [9] يكمن الاختلاف الأساسي بين الدفيئة الشتوية والبيت الزجاجي في تصميم السقف؛ إذ تكون أكثر من 75٪ من سقف الدفيئة الشتوية مغطاة بالزجاج، بينما تقل نسبة التزجيج في سقف البيت الزجاجي عن 75٪. غالبًا ما تتميز البيوت الزجاجية المنزلية بوجود فانوس سقفي. ومع تطور التصميم وتحسين تقنيات العزل، زاد عدد البيوت الزجاجية التي لم تُبنَ باتجاه الجنوب، حيث أصبحت تعتمد على تقنيات لتعظيم الاستفادة من ضوء الشمس الطبيعي المتاح
تتميز البيوت الزجاجية المنزلية عادةً أيضًا بفانوس سقف . وقد أدى تحسين التصميم والعزل أيضًا إلى زيادة عدد البيوت الزجاجية التي لم يتم بناؤها باتجاه الجنوب، بل تستخدم بدلاً من ذلك تقنيات تعظيم الضوء لتحقيق أقصى استفادة من ضوء الشمس الطبيعي المتاح.[بحاجة لمصدر]

## مشاتل البرتقال المبكرة

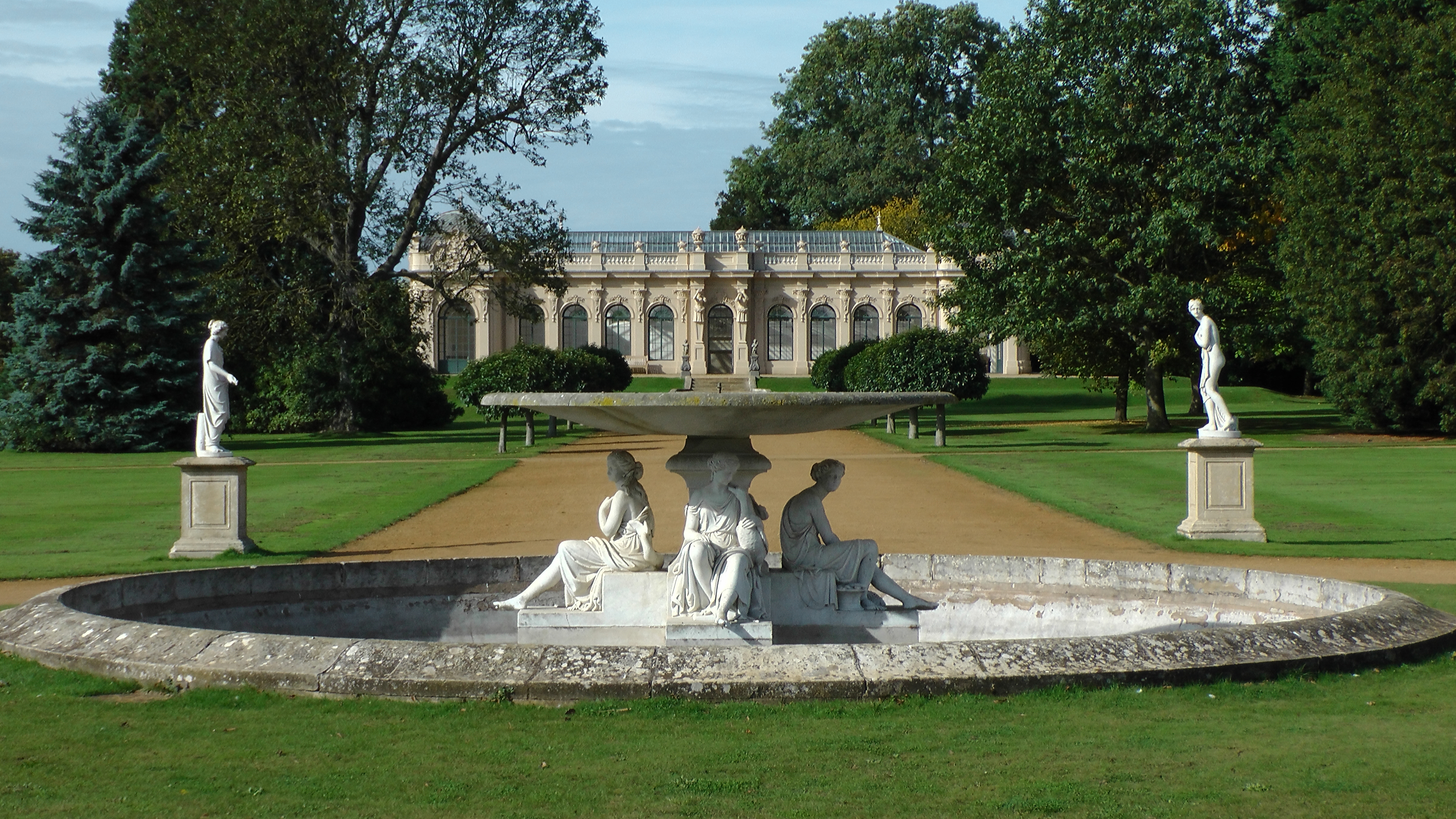
حديقة البرتقال في ريست بارك

في البداية، كانت البيوت البرتقالية مجرد هياكل بسيطة يمكن تفكيكها وإزالتها خلال فصل الصيف. ومن المثير للاهتمام أن زراعة نباتات الحمضيات في تلك البيوت لم تقتصر على النبلاء فقط، بل شملت أيضًا التجار الأثرياء، مثل تجار نورنبرج. [10] في بعض الحالات، تم بناء مشاتل البرتقال بالاعتماد على جدار الحديقة كجدار رئيسي لها، ولكن مع زيادة شعبيتها، بدأت هذه البيوت تشهد تأثيرًا أكبر من قبل مصممي الحدائق والمهندسين المعماريين، مما عزز العلاقة بين تصميم المنازل والبيوت البرتقالية. وتفاقم هذا التأثير مع تصاعد الطلب على زراعة النباتات الغريبة والعناية بها داخل البيوت الزجاجية، مما أضفى على الحدائق طابعًا فريدًا وجماليًا
أدى ذلك إلى ارتفاع الطلب على تصميم الحدائق الفاخرة للأثرياء، مما جعل الحديقة البرتقالية رمزًا للطبقة النخبوية[10]. ونتيجة لذلك، ظهرت الحاجة إلى تطوير مشاتل البرتقال باستخدام تقنيات متقدمة، مثل التدفئة تحت الأرض وإمكانية فتح النوافذ في الأسقف للتهوية. وقد ساهمت هذه التقنيات في خلق بيئات مناخية محلية تتيح تكاثر مجموعة متزايدة من النباتات الغريبة، مما جعل الحدائق الخاصة تحفًا جمالية منتشرة في أنحاء أوروبا [بحاجة لمصدر].

## قارة أوروبا

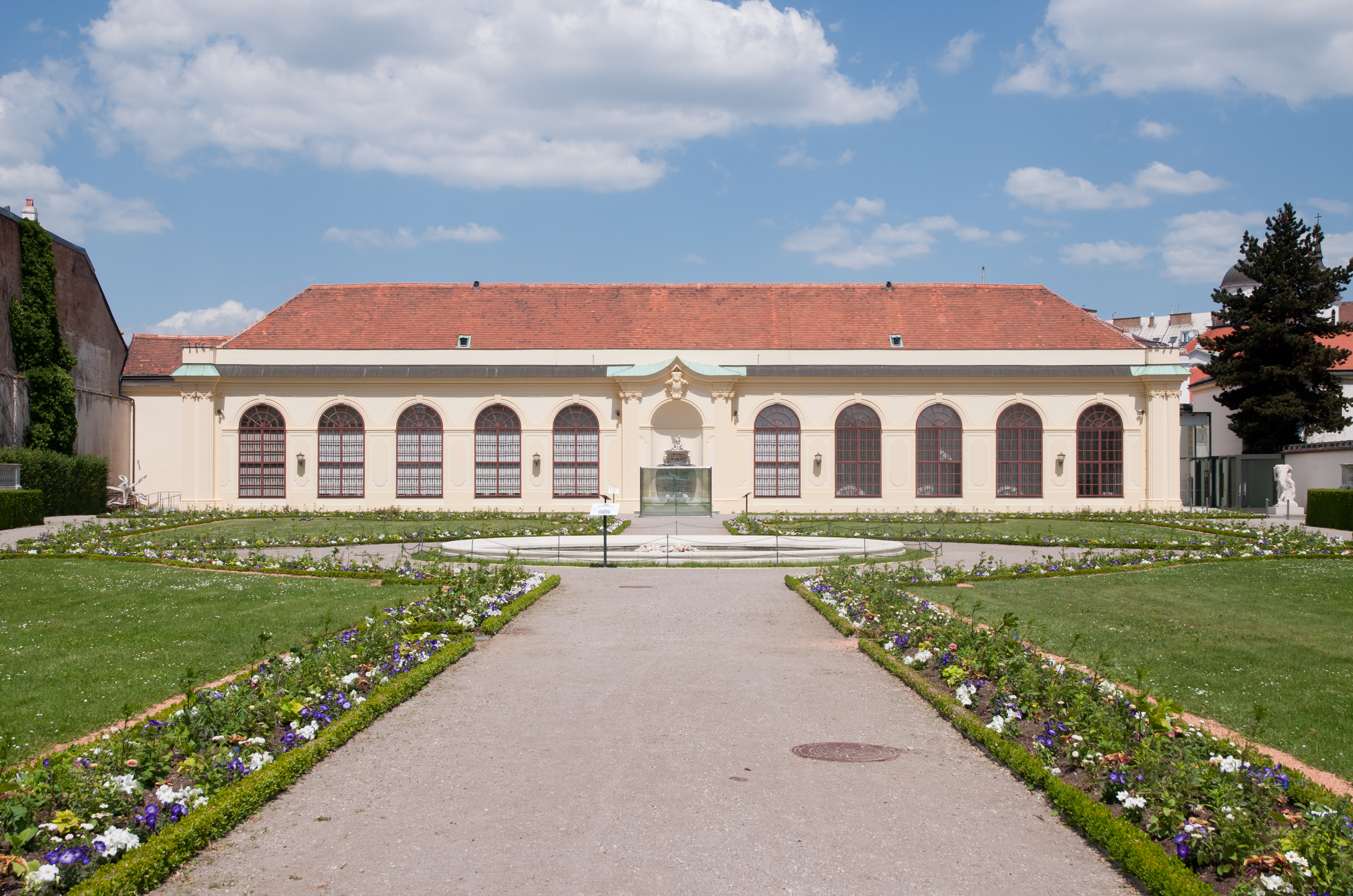
حديقة بلفيدير البرتقالية ، فيينا، النمسا

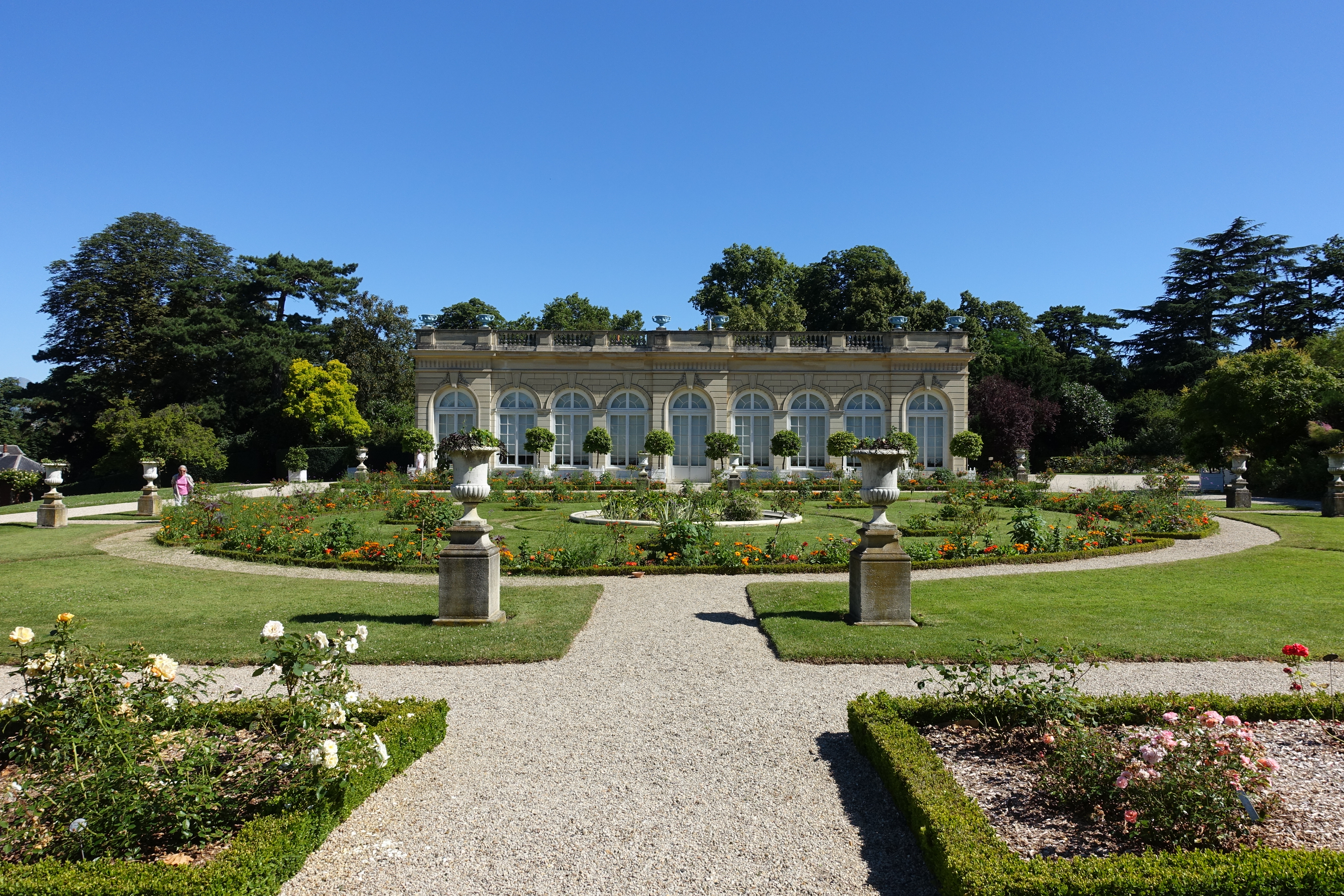
حديقة البرتقال في قلعة باغاتيل

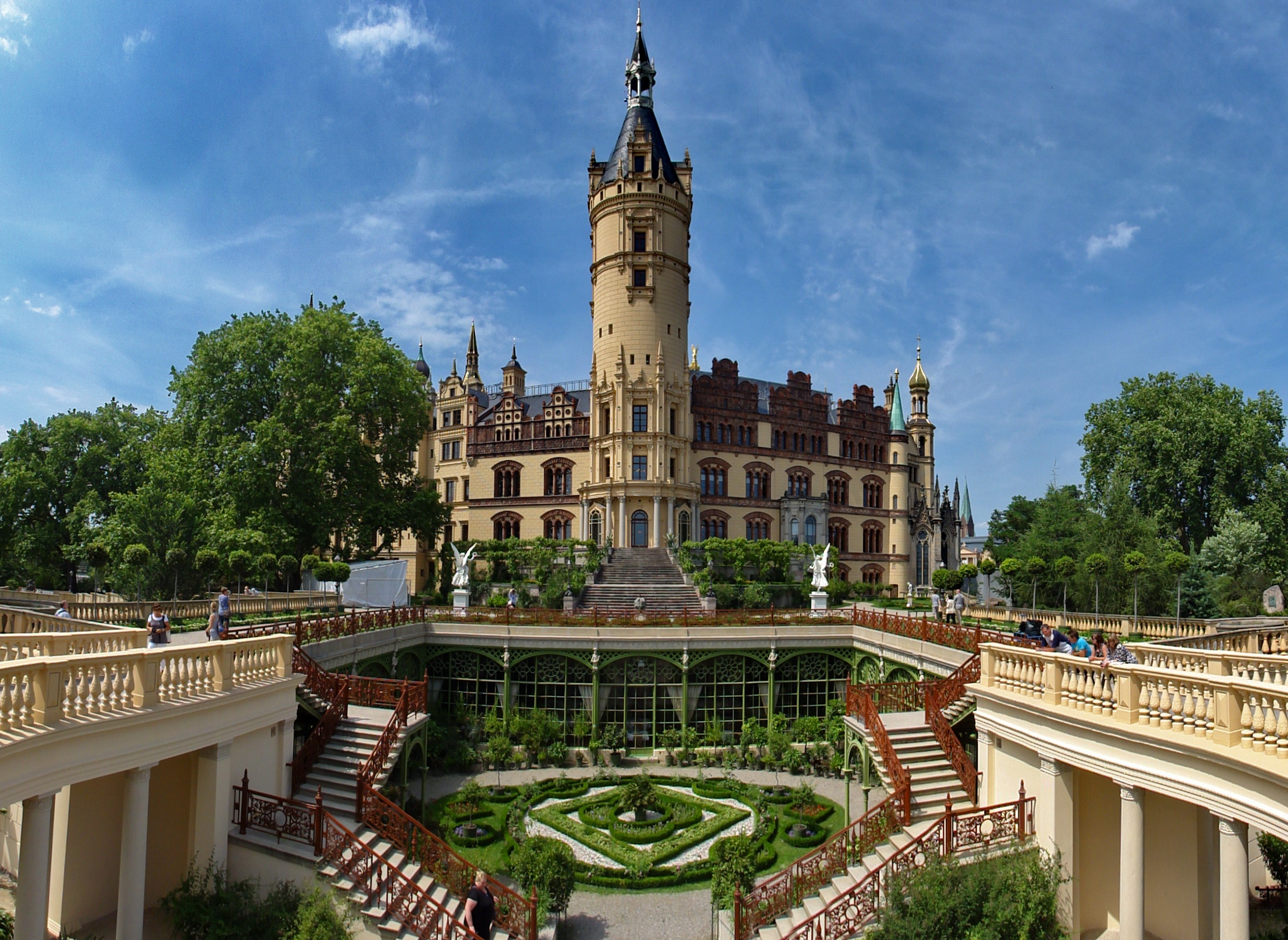
قلعة شفيرين أورانجري، شفيرين، ألمانيا

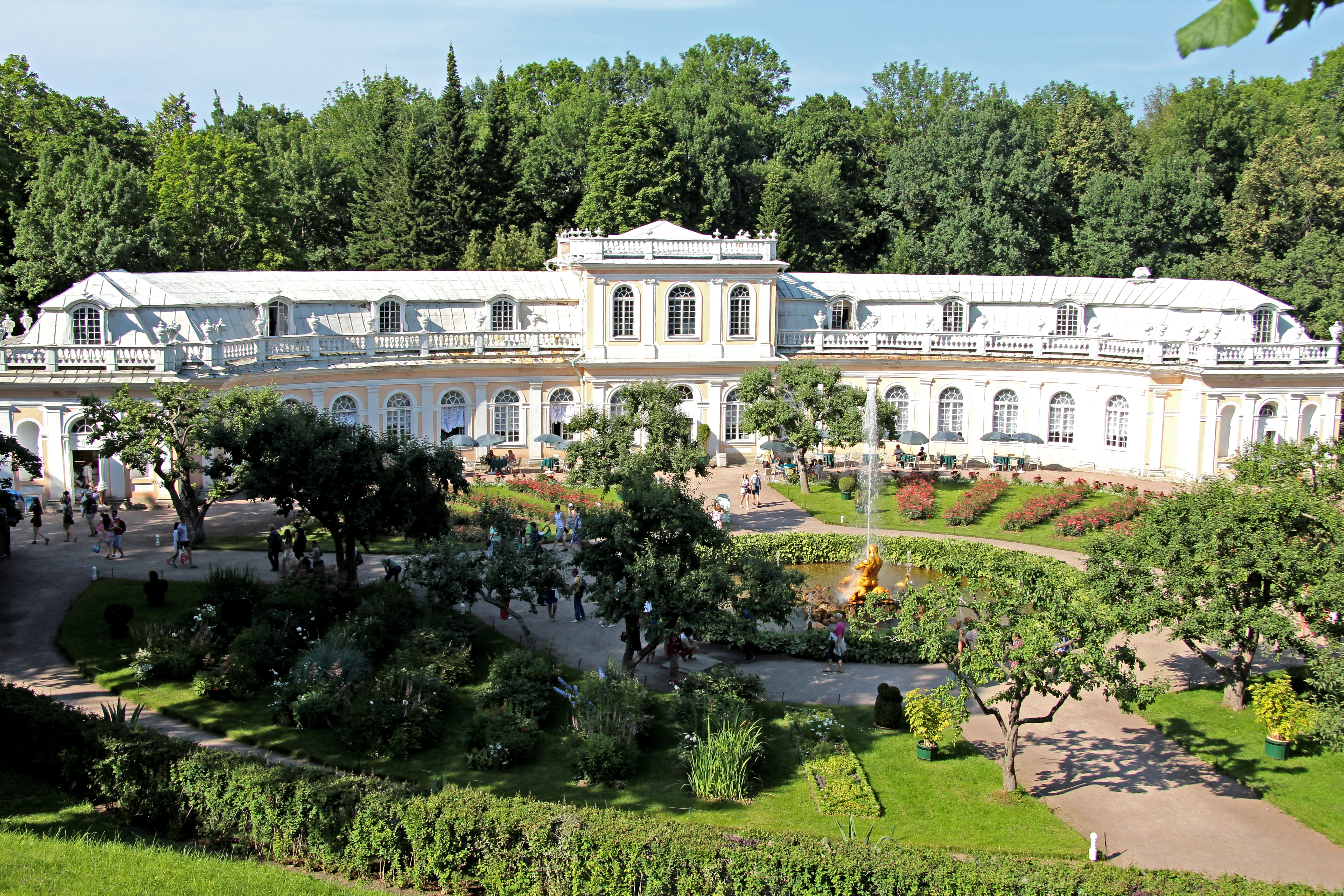
جراند أورانجيري (بيترهوف)

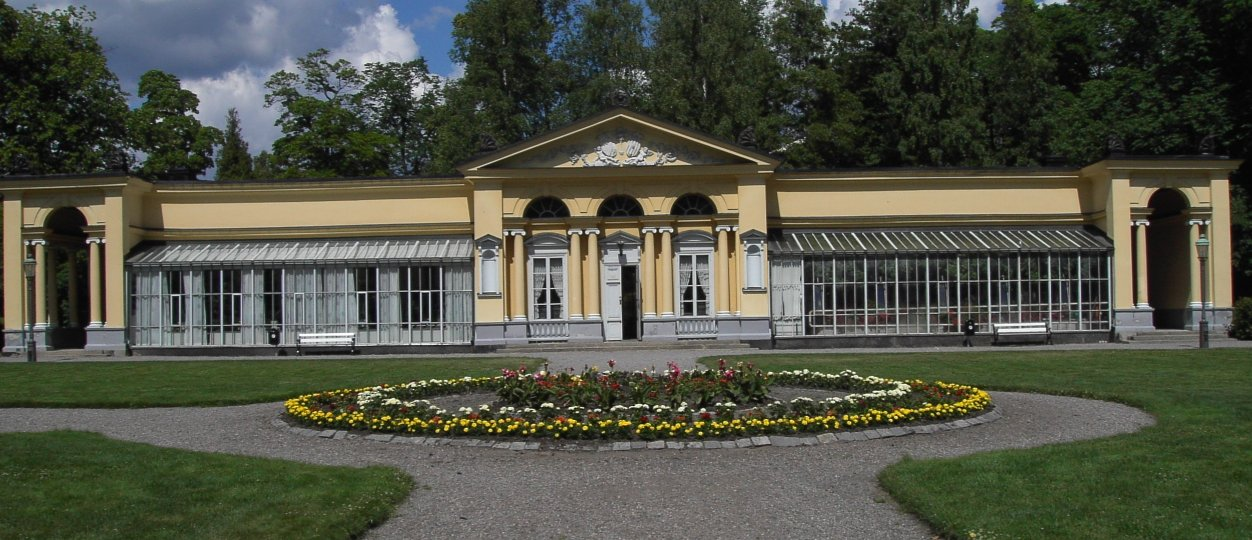
حديقة في قلعة فينسبانغ، السويد (1832)

### النمسا
- بلفيدير ، فيينا
- شونبرون ، فيينا

### فرنسا
- حديقة أورانجيرى في حدائق قصر فرساي
- ستراسبورغ ، حديقة أورانجيري
- حديقة التويلري : حديقة البرتقال في حديقة التويلري، باريس

### بلجيكا
- فرير ، أورانجيري في قلعة فرير ، تتضمن المجموعة بعضًا من أقدم أشجار الحمضيات المحفوظة في حاويات، والتي يعود تاريخها إلى حوالي عام 1700.
- لاكين ، حديقة البرتقال التابعة للقلعة الملكية في لاكين (حوالي عام 1820)، وهي مجموعة استثنائية من أشجار الحمضيات الطويلة جدًا والقديمة.
- ماريمونت، أورانجيري في قلعة ماريمونت (حوالي عام 1850 في شكله الحالي)
- سينيف ، أورانجيري أوف شاتو دو سينيف (حوالي 1765)

### ألمانيا
- دارمشتات ، أورانجيري
- دوسلدورف-بنراث ، أورانجيري
- فولدا ، أورانجيري
- جيرا وأورانجيري و"كوشنغارتن"
- هانوفر ، جزء من حدائق هيرينهاوزن
- إنغولشتات ، أورانجيري في هاردرشتراسه 10
- كاسل ، أورانجيري
- أولدنبورج ، بيت الصبار
- فيليبستال ، أورانجيري
- بوتسدام ، قصر أورانجيري
- شفيرين ، قلعة شفيرين ، أورانجيري
- فايمار ، بلفيدير أورانجيري
- فيرتهايم أم ماين ، دير برونباخ

### إيطاليا
- قصر فيناريا ، سيترونيريا (حديقة برتقال، بناها فيليبو جوفارا )

### بولندا
- وارسو ،حديقة لازينكي ( حديقة برتقال قديمة ؛ بنيت في 1786–1788) وحديقة لازنكي الجديدة؛ بنيت عام 1860) في حديقة لازنكي الملكية

### روسيا
- بيترهوف ، بولشايا كامينيا أورانزيريا
- تسارسكوي سيلو ، بولشايا أورانزيريا (1762، 1820)
- كوسكوفو ، موسكو ، أورانزهيريا ( الصورة على اليمين )

### السويد
- حدائق برتقال لينيم ، بوتونيكا (جامعة أوبسالا) – مشتل الحديقة النباتية، جامعة أوبسالا 1787
- لينيترادجاردن ، أوبسالا 1655
- قلعة فينسبونج أورانجيري 1832
- قلعة نياس، ولاية مونتريال (قلعة وحديقة برتقال)
- حديقة بيرغاس، ستوكهولم، المشتل القديم، يستخدم الآن كمطعم

## بريطانيا العظمى وأيرلندا
حديقة البرتقال المجاورة لقصر كنسينغتون تم بناؤها بين عامي 1704 و1705 ، ويُعتقد أنها من تصميم نيكولاس هوكسمور ، . 
تم تصميم حديقة البرتقال في الحدائق النباتية الملكية في كيو عام 1761 على يد السير ويليام تشامبرز، وكانت في ذلك الوقت أكبر بيت زجاجي في إنجلترا.
تم بناء حديقة البرتقال في مارغام بارك، ويلز، بين عامي 1787 و1793، لإيواء مجموعة واسعة من أشجار البرتقال والليمون والأترج التي ورثها توماس مانسيل تالبوت. وعلى الرغم من هدم المنزل الأصلي، لا تزال الحديقة قائمة، وتُعد الأطول في ويلز بطول يبلغ 327 قدمًا (100 متر). 
يضم كينوود هاوس في لندن حديقة برتقال يعود تاريخها إلى حوالي عام 1700، في حين توجد حديقة أقدم قليلاً في مونتاكوت. وتشمل المزارع البرتقالية الأخرى المملوكة للصندوق الوطني ما يلي: 
- هام هاوس ، ريتشموند، سري، من الطوب، وهو مبنى أقل فخامة من غيره، يقع في نهاية حديقة المطبخ المسورة.
- قاعة هانبيري ، ورسيسترشاير
- محكمة كروم ، والتي تسمى "بيت الدفيئة للمعبد"؛ وهي واجهة معبد روماني متقنة صممها روبرت آدم في عام 1761.
- منزل إيكوورث ، سوفولك، حيث يشكل جزءًا من واجهة الحديقة لأجنحة السكن
- قلعة باويس ، مونتغومريشاير، ميزة مركزية في تراسات أواخر القرن الثامن عشر
- منزل سالترام ، ديفون، ربما بتصميم روبرت آدم
- قاعة سياتون ديلافال ، نورثمبرلاند
- بليكلينج ، نورفولك
- جيبسايد ، بالقرب من نيوكاسل أون تاين، وهي الآن عبارة عن هيكل مدمر

فيكتور مونتاجو أنشىء حديقة برتقالية في عام 1970، في الحدائقة الإيطالية الرسمية في مابرتون، دورست.
في منتصف القرن التاسع عشر أنشئت حديقة برتقال التي تم تحويلها لاحقاً إلى شقق في نورتون هول في شيفيلد بإنجلترا. .
في أيرلندا، تم بناء مزارع البرتقال في بيت كيلرودري وبيت لوغرو. 

## الولايات المتحدة

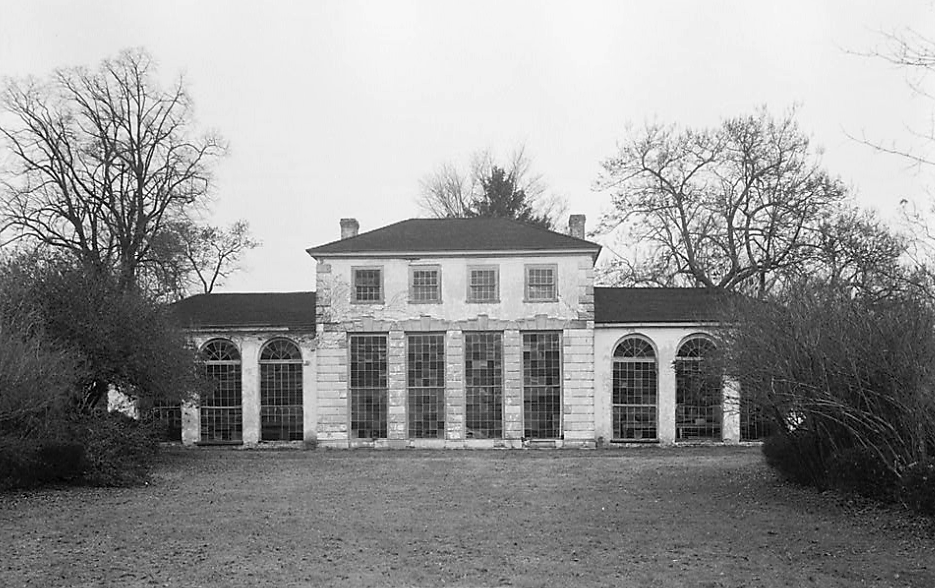
تم تصوير حديقة واي بلانتيشن البرتقالية في عام 1937

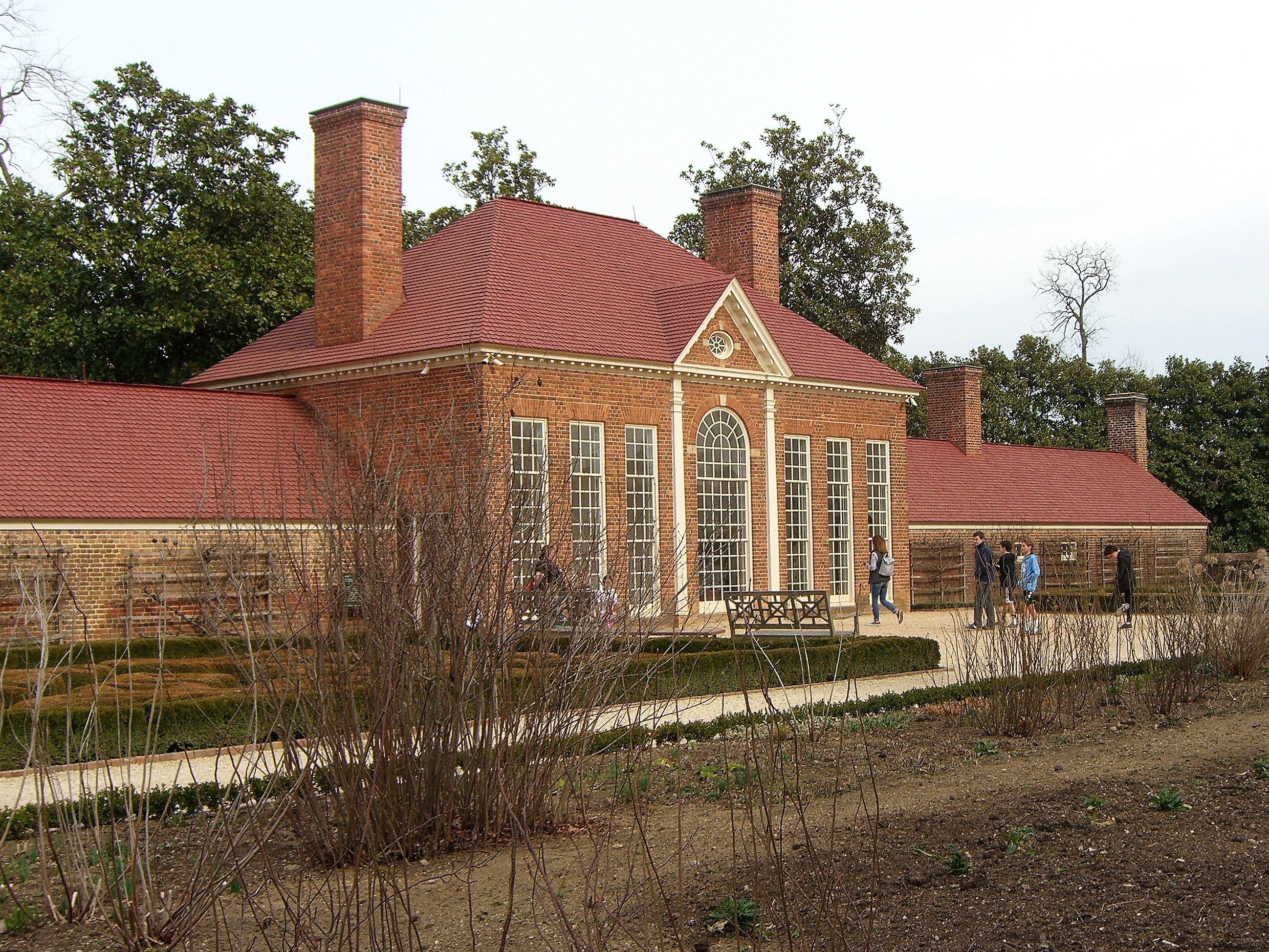
حديقة البرتقال في ماونت فيرنون التي أعيد بناؤها والتي صممها جورج واشنطن

### القرن الثامن عشر
أقدم حديقة برتقال سليمة جزئيًا في مقر عائلة تايلو، ماونت إيري ، الولايات المتحدة . اليوم هي عبارة عن أطلال مغطاة بالنباتات". كما توجد حديقة برتقالية مدمرة أيضاً في حدائق قاعة آير في مقاطعة نورثهامبتون بولاية فيرجينيا .
قدم حديقة برتقال معروفة في أمريكا يمكن العثور عليها في بيت ويي ، بالقرب من تونس ميلز (إيستون)، ماريلاند. بُنيت الحديقة من قبل إدوارد لويد الرابع، الذي كان متزوجًا من إليزابيث تايلو، ابنة جون تايلو الثاني، باني جبل إيري المذكور سابقًا. تقع هذه الحديقة البرتقالية خلف المنزل الرئيسي، وتتألف من غرفة مفتوحة كبيرة، مع جناحين أصغر تمت إضافتهما لاحقًا بعد البناء الأولي. ويتميز جدارها الجنوبي بنوافذ كبيرة ثلاثية التعليق، بينما كان الطابق الثاني، وهو جزء تقليدي من تصميم البيوت الزجاجية في ذلك العصر، يُستخدم لعزل القسم الرئيسي الذي تُحفظ فيه النباتات.
استُخدم المنزل لاحقًا كغرفة بلياردو للعائلة. كما أفادت السيدة تيلجمان المقيمة حالياً وسليلة عائلة لويد، كما تتميز هذه المزرعة بتاريخها الفريد، حيث كانت موطنًا لفريدريك دوغلاس خلال طفولته عندما كان صبيًا مستعبدًا. 
صمّم جورج واشنطن وبنى حديقة برتقالية لمنزله في ماونت فيرنون، فيرجينيا، وفقًا للطراز المعماري الجورجي. تقع هذه الحديقة شمال القصر مباشرةً، وتواجه الحديقة العلوية. اكتمل بناؤها عام 1787، وكانت واحدة من أكبر المباني في منطقة ماونت فيرنون.
زرع واشنطن هناك أشجار الليمون والبرتقال ونخيل الساغو، واعتُبرت الحديقة مشروعًا طموحًا في عصره. تميّزت الغرفة الرئيسية بسقف مقبب لتعزيز دوران الهواء، كما تضمنت نظام تدفئة مشعة من خلال سلسلة من المداخن تحت الأرض. احترقت الدفيئة الأصلية عام 1835، لكنها أُعيد بناؤها في نفس الموقع عام 1951، استنادًا إلى المخططات الأصلية.

### القرن التاسع عشر
ملكية دمبارتون أوكس في واشنطن العاصمة شملت حديقة برتقالية بنيت في عام 1810 وتُستخدم الآن لإيواء نباتات الغردينيا، والدفلى، والحمضيات خلال فصل الشتاء. 
في موقع هامبتون التاريخي الوطني توجد أيضًا حديقة برتقال أخرى قريباً من تاوسون بولاية ماريلاند . في الأصل تم بناؤها عام 1820 حيث كانت جزءًا من إحدى أكبر مجموعات أشجار الحمضيات في الولايات المتحدة في منتصف القرن التاسع عشر.  المبنى الحالي هو إعادة بناء تم بناؤها في السبعينيات ليحل محل المبنى الأصلي الذي احترق في عام 1926. 
حديقة البرتقال في باترسي التاريخي في بيترسبرغ، فيرجينيا ، تخضع حاليًا للترميم. المبنى الأصل بني بين عامي 1823 و1841، تحويل إلى مرآب في فترة لاحقة. 
فلورنس فاندربيلت وزوجها هاملتون تومبلي قاموا ببناء حديقة برتقالية في عقارهما فلورهوم في أواخر القرن التاسع عشر،، والتي صممها المهندسون المعماريون ماك كيم، ميد آند وايت. يقع العقار الآن في حرم فلورهام بجامعة فيرلي ديكنسون . 

### القرن العشرين
الحديقة البرتقالية بنيت على طراز القرن الثامن عشر داخل حديقة تاور هيل النباتية في بويلستون، ماساتشوستس في ثمانينيات القرن العشرين.

## فهرس
- وودز، ماري (1996). البيوت الزجاجية: تاريخ البيوت الزجاجية والمزارع الزجاجية والصوبات الزجاجية .